# Contea di Jixi
La contea di Jixi (绩溪县S, Jìxī XiànP) è una contea della Cina, situata nella provincia dell'Anhui.